# Leanne Crichton
Leanne Crichton (Glasgow, 6 agosto 1987) è una calciatrice scozzese, centrocampista del Motherwell e della nazionale scozzese.

## Carriera

### Club

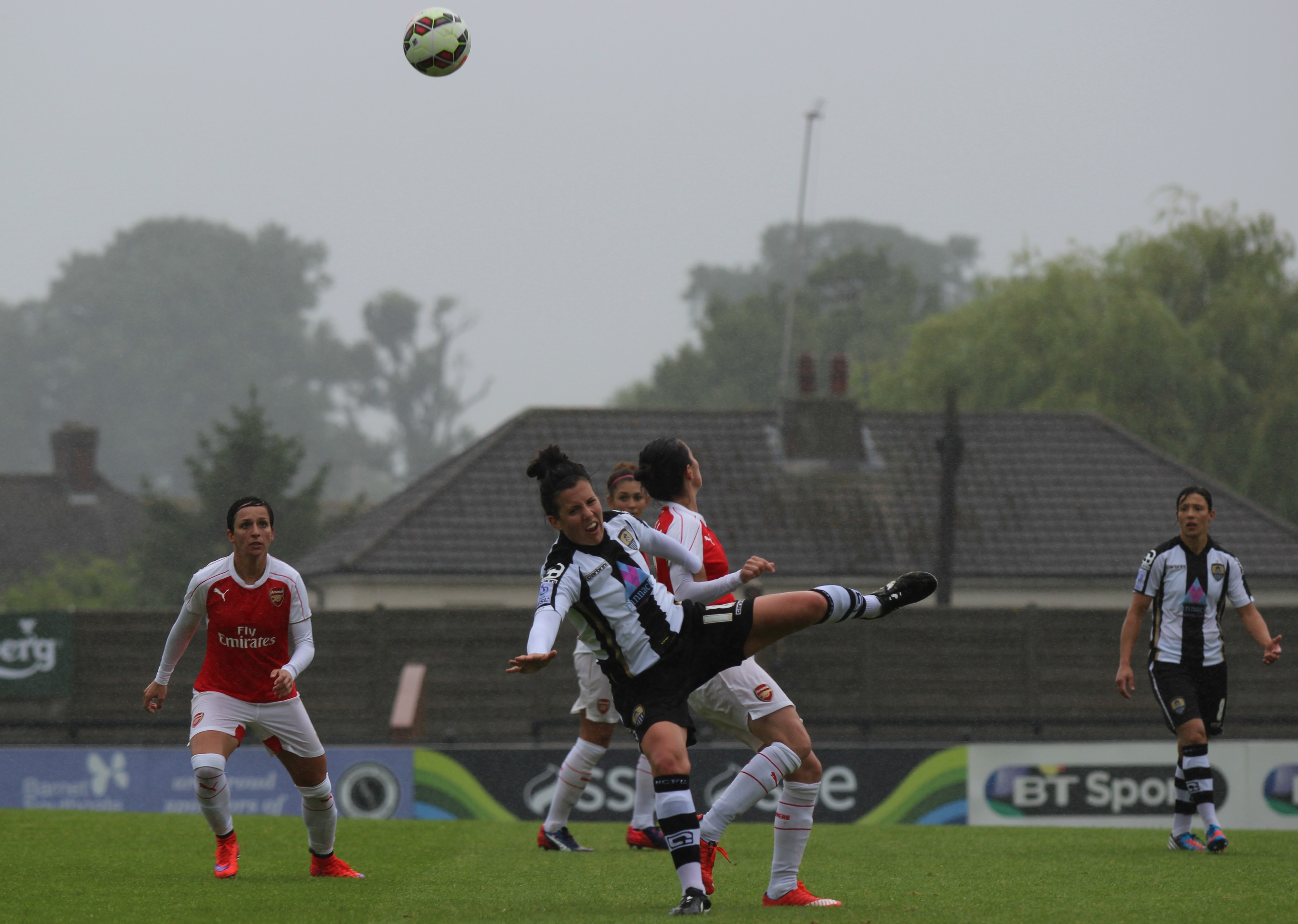
Crichton, all'estrema destra nella foto, con la maglia del.

Leanne Crichton si appassiona al gioco del calcio fin da giovanissima, tesserandosi con il Cumbernauld Cosmos e giocando nelle loro formazioni giovanili fino al suo trasferimento al Whitehill Welfare, ridenominato Edinburgh Ladies dalla stagione 2006-2007. Trasferitasi al Glasgow City nel 2007, dopo un breve periodo nella seconda parte dell'anno trova un accordo con il Celtic con il quale debutta segnando un rigore alle campionesse in carica dell'Hibernian. Crichton si trasferisce all'Hibernian nel 2011, rimanendovi una stagione, per poi tornare al Glasgow City nel gennaio 2012.
Dopo aver ottenuto il treble con campionato 2012, Women's Cup e Women's League Cup, Crichton ha l'occasione di giocare per la prima volta in UEFA Women's Champions League, facendo il suo debutto l'11 agosto 2012, nell'incontro vinto in casa per 3-2 con le croate dell'Osijek e valido per la prima fase di qualificazione alla stagione 2012-2013. In quell'occasione viene impiegata in tutte le cinque partite disputate dalla sua squadra fino ai sedicesimi di finale, quando il Glasgow City viene eliminato dalle danesi del Fortuna Hjørring. Crichton rimane con il club di Glasgow altre due stagioni, rinnovando il treble in entrambe le occasioni, giocando ancora in Champions League sia nella stagione 2013-2014 giungendo agli ottavi, eliminate dalle inglesi dell'Arsenal, che in quella seguente, almeno fino agli ottavi, superati battendo le svizzere dello Zurigo, data la sua decisione di lasciare la società a fine 2014.
Nel gennaio 2015 sottoscrive un contratto con il Notts County facendo il suo esordio in FA Women's Super League 1, massimo livello del campionato inglese, per la stagione entrante, rimanendo legata alla società di Nottingham fino all'aprile 2017 quando viene dato l'annuncio del suo terzo ritorno al Glasgow City.

### Nazionale
Crichton inizia ad essere convocata dalla federazione scozzese nel 2004, inserita in rosa dal tecnico Tony Gervaise nella formazione Under-19 impegnata alle qualificazioni al campionato europeo di Ungheria 2005, dove fa il suo debutto il 28 settembre 2004, nell'incontro vinto 6-0 sulle pari età dell'Ucraina.
Nell'agosto 2006 il tecnico Anna Signeul la convoca nella nazionale maggiore facendola debuttare un mese più tardi assieme al portiere Jenna McCandlish in occasione dell'amichevole giocata con il Belgio. Dopo un lungo periodo, intervallato da una convocazione nell'amichevole Scozia Russia 2-1 del 12 marzo 2009, dal febbraio 2013, in rosa per la doppia amichevole con gli Stati Uniti d'America la sua presenza è costante, ottenendo la sua prima rete il 1º giugno 2013, quella che all'11' apre le marcature nell'amichevole vinta 3-0 con l'Irlanda del Nord. Signeul la convoca più volte durante le fasi di qualificazione agli Europei, di Finlandia 2009 e Svezia 2013, e ai mondiali, di Germania 2011 e Canada 2015, senza mai riuscire a qualificarsi per la fase finale.
L'impresa riesce nella formazione che affronta le qualificazioni all'Europeo dei Paesi Bassi 2017. La squadra, inserita nel gruppo 1, chiude la fase classificandosi al secondo posto, a pari punti con l'Islanda, unica nazionale che la supera 4-0 nella partita casalinga del 3 giugno 2016 a Falkirk ma che verrà a sua volta sconfitta per 2-1 in quella di ritorno del 20 settembre 2016, garantendosi così l'accesso alla fase finale come migliore nazionale tra quelle seconde classificate. Crichton viene impiegata in sette delle otto partite giocate dalla sua nazionale, con Signeul che dopo averla impiegata all'edizione 2017 della Cyprus Cup, dove gioca tre dei quattro incontri disputati dalla Scozia, il 27 giugno 2017 la annovera nella lista definitiva delle atlete che parteciperanno al primo Europeo disputato dalla nazionale femminile della Scozia. Nella fase finale gioca tutte le tre partite del gruppo D, dall'incontro del 19 luglio che la vede pesantemente sconfitta dall'Inghilterra per 6-0, a quella successiva del 23 luglio 2017 persa per 2-1 con le avversarie del Portogallo, e vincendo l'ultima partita della fase a gironi superando per 1-0 la Spagna; pur avendo conquistato 3 punti a pari merito di Portogallo e Spagna, la Scozia viene eliminata in favore di quest'ultima per peggiore differenza reti.

## Palmarès

### Club
- Scottish Women's Premier League: 4

Celtics: 2010
Glasgow City: 2012, 2013, 2014
- Scottish Women's Cup: 3

Glasgow City: 2012, 2013, 2014
- Scottish Women's Premier League Cup: 4

Hibernian: 2011
Glasgow City: 2012, 2013, 2014

### Nazionale
- Pinatar Cup: 1

2020